# رندل والاس
رندل والاس (انگلیسی: Randall Wallace؛ زادهٔ ۲۸ ژوئیهٔ ۱۹۴۹) کارگردان، فیلم‌نامه‌نویس و تهیه‌کننده اهل ایالات متحده آمریکا است.